# 首里三箇

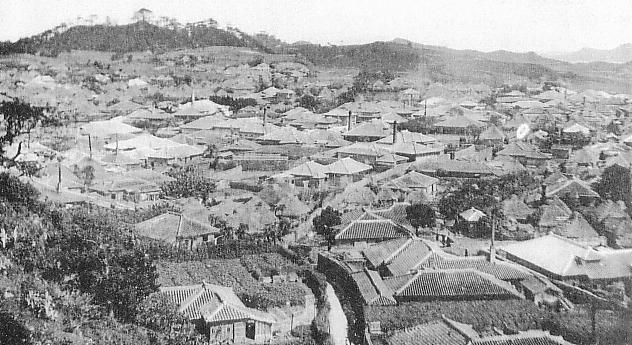
大正期の首里三箇

首里三箇（しゅりさんか）とは、琉球王国時代に王府の命を受け泡盛の製造を許可された地域のことで、現在の沖縄県那覇市首里にある鳥堀、崎山、赤田の3町のことを指す。

## 主な蔵元
首里三箇をルーツにし現在も残っている蔵元は、瑞穂酒造（鳥堀）、新里酒造（赤田）、咲元酒造（鳥堀）、瑞泉酒造（崎山）、崎山酒造廠（赤田）、識名酒造（赤田）、等であるが、ほとんどが移転してしまい、首里三箇に留まっている蔵元は以下の2社のみである。
- 瑞泉酒造（崎山）[5]
- 識名酒造（赤田）[7]